# Apple of Sodom
«Apple of Sodom» (с англ. — «Содомское яблоко») — песня американской рок-группы Marilyn Manson. Песня была записана специально для саундтрека к фильму Дэвида Линча «Шоссе в никуда» 1997 года, одноимённым вокалистом группы и спродюсирована Мэнсоном совместно с Шоном Биваном. Линч лично выбрал группу для включения их песни в саундтрек, поскольку он нашёл Мэнсона вдохновляющим, а также из-за коммерческой жизнеспособности группы. Выполненная в жанре индастриал, песня повествует об одержимости; «Apple of Sodom» была названа в честь одноимённого фрукта и была вдохновлена чувствами Мэнсона к певице Фионе Эппл. За песней последовали многочисленные совместные работы Мэнсона и Линча.
Песня получила в основном положительные отзывы музыкальных критиков, которые высоко оценили её композицию. Музыкальное видео было снято режиссёром Джозефом Калтисом, хотя изначально не было обнародовано из-за его малобюджетного характера и изображения обнажённой натуры. Клип был выпущен на YouTube в 2009 году. Она получила признание критиков и сравнения с работами современников Мэнсона.

## Предыстория

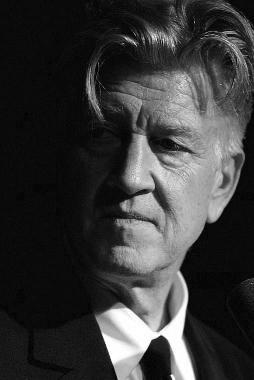
Дэвид Линч в 2007 году

По предложению общего друга Дэвид Линч выбрал Трента Резнора из Nine Inch Nails для создания саундтрека к своему фильму «Шоссе в никуда» (1997 г.). Линч хотел, чтобы в саундтреке были представлены известные музыкальные исполнители по его выбору, которые вдохновляли его, а также были коммерчески жизнеспособными. Среди выбранных артистов были Marilyn Manson, Nine Inch Nails, Дэвид Боуи, Лу Рид, The Smashing Pumpkins и Rammstein. По словам Джона Бэланса из группы Coil, которая также должна была отметиться на саундтреке, Линч «хотел Дэвида Боуи, он хотел Мэрилина Мэнсона, он хотел любого, кого мог заполучить. Он просто сказал: „Эти люди действительно большие. Я хочу, чтобы этот фильм был действительно большим“. Ему было наплевать на честность».
Отвечая за музыкальное направление альбома, Резнор пришёл к выводу, что он должен понравиться поклонникам Линча, которые ненавидят поп-музыку; в то же время он хотел, чтобы он «имел некоторую степень доступности для 13-14-летнего ребёнка, который покупает его, потому что у меня есть новая песня на нём; или для поклонника The Smashing Pumpkins, который покупает его для этого». Линч познакомился с Мэнсоном через Резнора. После встречи с Линчем Мэнсон написал две песни для саундтрека: «Apple of Sodom», которая была написана специально для Lost Highway, и кавер-версию «I Put a Spell on You» Скримин Джея Хокинса; последний ранее входит в альбом группы Smells Like Children (1995 г.). Мэнсон в своём интервью для Alternative Press сказал, что «Apple of Sodom» является «очень важной частью» альбома Antichrist Superstar (1996 г.), несмотря на то, что оно не появилось на этом альбоме.
Также ходили слухи о том, что Линч хотел, чтобы Мэнсон внёс в саундтрек к фильму больше музыки. Однако это было оспорено Резнором. Мэнсон появился в фильме «Шоссе в никуда» в эпизодической роли порноактёра, который по незнанию снялся в снафф-видео. Эта роль ознаменовала первое появление Мэнсона в кино. Его коллега по группе Твигги Рамирез также сыграл с ним эпизодическую роль в фильме. С тех пор как Линч и Мэнсон встретились во время съёмок «Шоссе в никуда», Линч написал введение в биографию Мэнсона «Долгий, трудный путь из ада» (1998 г.), и они оба сотрудничали как в художественной выставке, так и в книге для журнального столика под названием «Генеалогии боли» (2011 г.).

## Композиция и интерпретация текста

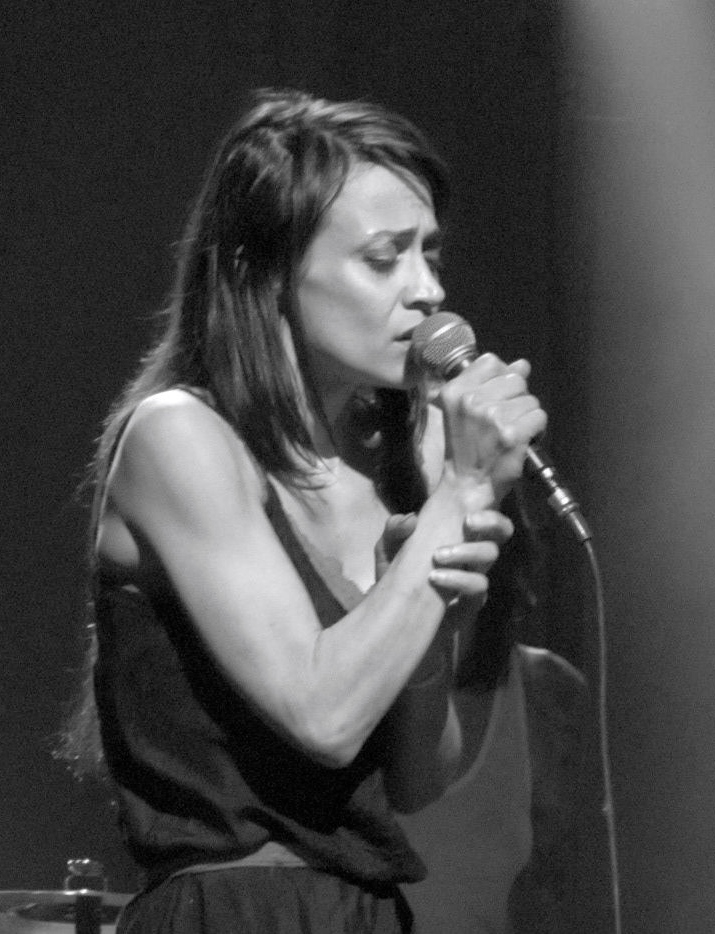
Фиона Эппл на живом выступлении в 2012 году

«Apple of Sodom» — это песня в жанре индастриал, продолжительностью в четыре минуты и двадцать шесть секунд. Она была написана Мэнсоном и спродюсирована вокалистом вместе с Шоном Биваном. Курт Б. Рейли пишет в своей книге «Мэрилин Мэнсон», что песня получила своё название в честь плода, известного как «содомское яблоко». Рейли отмечает, что, если употребить содомское яблоко, оно может вызвать паралич, сильную дрожь или смерть; токсичность яблока упоминается в тексте песни — «I’ve got something you can never eat» (с англ. — «У меня есть кое-что, что ты никогда не сможешь съесть»). Композицию открывает шёпот, «едва слышной» строкой диалога из «Шоссе в никуда», где одна из главных героинь, Элис (роль исполнила Патриция Аркетт), говорит: «You’ll never have me» (с англ. — «У тебя никогда не будет меня»). «Apple of Sodom» выполнен в минималистичном стиле постановки, где главная роль отводится басовой линии. В нём есть барабанный ритм, напоминающий скорее на джангл-музыку, и вокальное исполнение в стиле крунеров и гроулинг. В своих рецензиях AllMusic и Дэн Эпштейн из Revolver назвали песню «зловещей».
Песня содержит следующие строки: «I’m dying, I hope you’re dying too» (с англ. — «Я умираю, надеюсь, что ты тоже») и «take this from me / hate me, hate me» (с англ. — «забери это у меня / ненавидь меня, ненавидь меня»). По словам рецензента Кэти Райф из A. V. Club, в «Apple of Sodom» используются образы морального и физического разложения и первородного греха. Рейли писал, что текст песни делает её похожей на песни с альбома группы Antichrist Superstar, в то время как AllMusic восприняли темы секса, соблазнения и рефлексии. Мэнсон обсудил значение песни в статье Spin 1998 года, сказав, что «эта песня об одержимости и вещах, которых у вас никогда не будет». Он добавил, что «в некотором роде» это было вдохновлено его чувствами к Фионе Эппл, певице, которую он считал «сексуальной и хрупкой — определенно слишком хрупкой для меня». Мэнсон уточнил, что он был «большим поклонником» музыки Эппл, и что «Если бы я когда-нибудь оказался в ситуации, когда я мог бы заняться с ней сексом, я бы отказался, потому что её вагина, вероятно, слишком драгоценна, чтобы быть испачканным моим грязным членом».

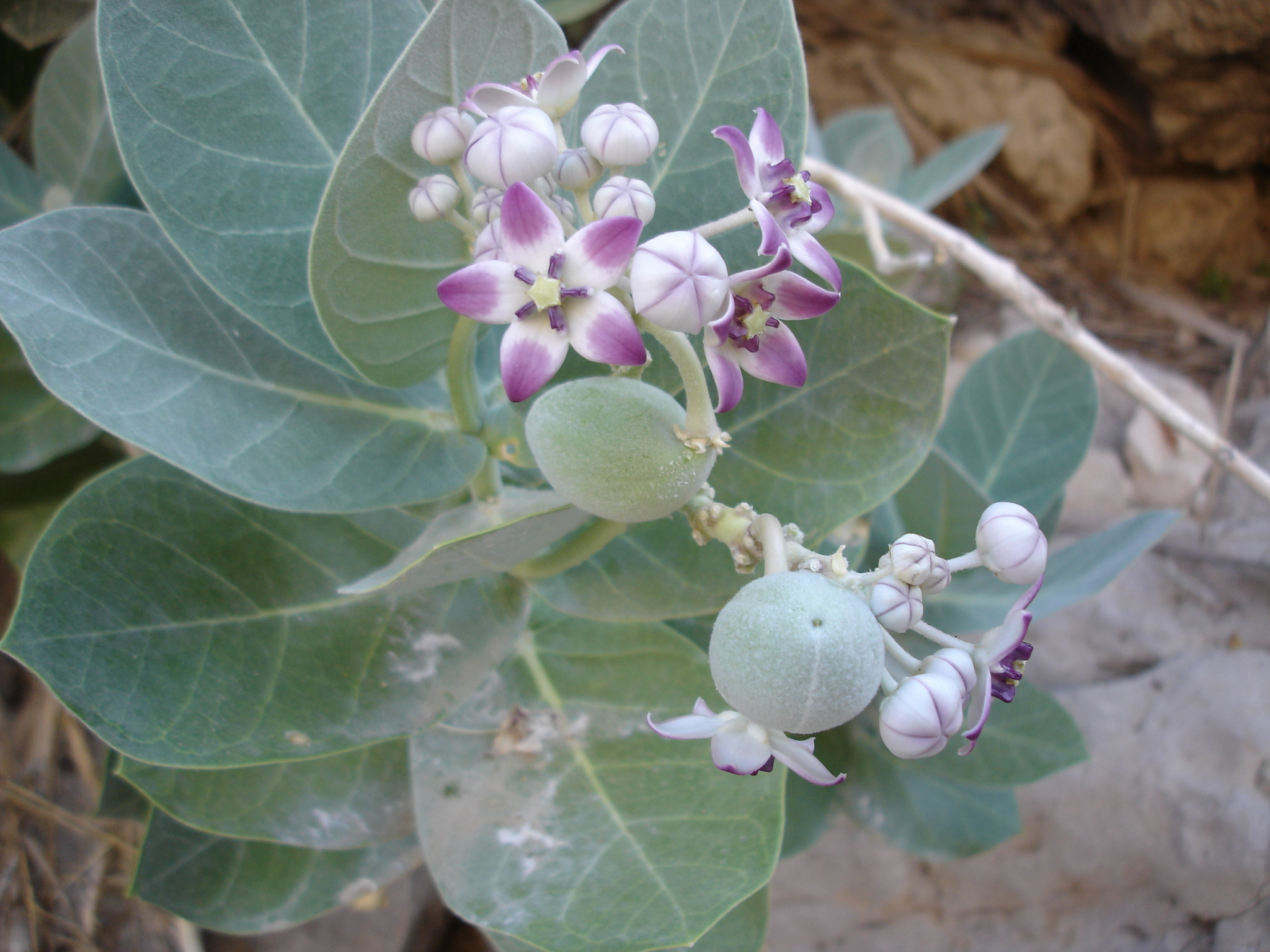
Есть предположение, что во Второй Книге Царств (2-я Царств 4:38-41) было упомянуто содомское яблоко, чей яд был использован для отравления пищи в калебасе пророков Елисея.

Также есть предположение, что в данной песне содомское яблоко — символ безнадёжности. По словам Уильяма Эмбердена: 

Содомская яблоня — это необычное дерево, которое многие путешественники якобы видели на месте Содома и Гоморы, библейских городов, уничтоженных по воле Господа дождём из огня и серы, посланным с небес. Люди верили, что Бог создал дерево с обманчивыми плодами, называющимися «содомскими яблоками», чтобы искушать утомлённых путешественников, проходящих через эти земли. Если человек настолько вверялся своим чувствам, что пытался сорвать одно из этих яблок, то в его руке оно превращалось в дым и пепел — верный знак постоянного недовольства Бога теми, кто шёл на поводу своих ощущений в этом месте кары.
 Одним из первых это растение упоминает Иосиф Флавий: 

Ещё теперь существуют следы ниспосланного Богом огня <…>. Каждый раз появляется вновь пепел в виде неизвестных плодов, которые по цвету кажутся съедобными, но как только ощупывают их рукой, они превращаются в прах и пепел. 
 Существует ряд авторитетных исследователей, которые отождествляли Содомскую яблоню с одним из видов ваточника, Asclepias gigantea vel procera, деревом высотой от 3-х до 4,5 метров с сероватой, цвета жжёной пробки корой, произрастающем вокруг Мёртвого моря (на западном побережье стояли Содом и Гоморра), а также в Верхнем Египте и в южной части Аравийского полуострова. Историк Эдвард Робинсон в своей работе «Библейские исследования в Палестине» (1841 г.) пишет следующее: 

Плоды внешне напоминают большие гладкие яблоки или апельсины, висящие гроздьями по три-четыре штуки, а при созревании становятся жёлтыми. Они приятные глазу, аппетитные на вид и мягкие на ощупь, однако если их сжать или ударить, то они лопаются с шумом, как пузырь или гриб-дождевик, оставляя в руке только частицы тонкой кожуры и несколько волокон. Они действительно в основном наполнены воздухом, который придаёт им округлую форму.

## Приём критиков
В обзоре саундтрека Lost Highway в The Daily Aztec похвалили «Apple of Sodom» и кавер-версию группы «I Put a Spell on You», сказав, что они «оба заставляют слушателей чувствовать, что они вступают во что-то опасное. Крики Мэнсона и удары барабана в стиле джангл придают песням саркастическое, стереотипное ощущение как в фильмах ужасов, и в то же время мелодии являются одними из самых запоминающихся на пластинке». Джеймс П. Уиздом из Pitchfork описал «Apple of Sodom» и «I Put a Spell on You» как «достаточно хорошие» и превосходящие инструментальные композиции Анджело Бадаламенти на альбоме «Шоссе в никуда».
Кэти Райф из The A.V. Club назвал «Apple of Sodom» «грязной» песней, которая «пересекает грань между эротикой и ужасом». В журнале Fact считают, что это одна из величайших песен, когда-либо появлявшихся в проекте Линча или вдохновлённых им, наряду с кавером группы Pixies «In Heaven» из «Головы-ластика» (1977 г.) и «Falling» Джули Круз из «Твин Пикс». Джейсон Арнопп из Kerrang! сказал, что песня «представляет группу в зловещем, замедленном режиме, блестяще дополняя общее ощущение саундтрека». Рецензент Дейзи Джонс из журнала Dazed сказала, что «острый как бритва» вклад Мэнсона в саундтрек помог «Шоссе в никуда» стать культовым фильмом.
Алек Чиллингворт из Metal Hammer поставил «Apple of Sodom» на 4 место в списке журнала десяти самых недооценённых песен Мэнсона. Чиллингворт написал, что «песня никогда по-настоящему не начинается. И в этом вся прелесть. Речь идёт не о динамике „тихо/громко“. Речь идёт не о припеве, который будет звучать по радио до тех пор, пока радио не прекратит своё существование. „Apple of Sodom“ — это ранний пример того, как Мэнсон смог создать точную атмосферу с помощью всего лишь голых инструментов и своего неподражаемого голоса». Иеремия Кипп из журнала Slant посчитал, что включение песен Мэрилина Мэнсона и Nine Inch Nails в «Шоссе в никуда» «перемещает [фильм] в середину 1990-х годов… из-за чего, к сожалению, теряется безвременье большей части работ Линча».

## Видеоклип
На эту песню было снято музыкальное видео, режиссёром которого выступил Джозеф Калтис. По словам Мэнсона, он никогда не выходил в эфир на MTV из-за изображения обнажённой натуры и его малобюджетного характера. Он был выпущен для широкой публики только в 2009 году, когда режиссёр Калтис выгрузил его на YouTube. В обзоре видео для Bloody Disgusting Джонатан Баркан прокомментировал: «Это одно из тех видео, которое проявляет символизм с начала до середины 90-х годов. Моменты расфокусировки, странные, зловещие образы, обилие использования цветов для выделения различных виньеток». Баркан назвал видео «милым» и отметил сходство между ним и музыкальными клипами современников Мэнсона Alice in Chains, Soundgarden и Tool. Дэн Эпштейн из Revolver сказал: «Оглядываясь назад, зернистое качество видео на самом деле делает его чрезвычайно эффектным, особенно в кинематографической сцене, где обнаженная женщина, похожая на инопланетянина, вытаскивает вилку из своего туловища и продолжает истекать кровью». Эпштейн поместил видеоклип на четвертое место в списке Revolver «5 самых ужасных моментов из музыкальных клипов Мэрилина Мэнсона». Александра Серио из Noisey рассматривала наготу в клипе как часть истории группы, «выводящей из себя Иисуса Христа».

## Участники записи
Данные указаны согласно буклету из саундтрека Lost Highway.
- Мэрилин Мэнсон — автор-исполнитель, продюсер
- Шон Биван — продюсер, сведение

## Интересные факты
- Данная композиция имеет общие строчки из текста раннее неизданной песни «D Is for Dirty», которая была изначально записана во время сессий альбома Antichrist Superstar: «take this from me / hate me, hate me»;
- Лайв-версия песни входит в трек-лист сингла «The Dope Show» (1998 г.);
- Выражение «apple of Sodom» также используется как фразеологизм, который означает «обманчивая внешность, красивый но гнилой плод»;